# دیشب (فیلم ۲۰۱۰)
شب گذشته (انگلیسی: Last Night) فیلمی در ژانر درام به کارگردانی مسی تاجدین است که در سال ۲۰۱۰ منتشر شد.

## بازیگران
- کیرا نایتلی
- سم ورثینگتون
- اوا مندس
- گیوم کنه
- استفانی رومانوف
- گریفین دان
- انسون مونت
- اسکات ادسیت
- کرن پیتمن